# Liga Premier de Libia 2022-23
La Liga Premier de Libia 2022-23, fue la 50.ª edición de la Liga Premier, la competición de fútbol de Primera División de Libia. La temporada comenzó el 19 de octubre de 2022 y finalizó el 13 de julio de 2023.
El campeón defensor fue Al-Ittihad Club.

## Sistema de juego
Veinte clubes participaron en el campeonato organizado por la federación. Los equipos se dividieron en dos grupos de diez donde se enfrentaron a sus oponentes dos veces durante la temporada. Al final de la primera ronda, los tres primeros de cada grupo compitieron para determinar los clasificados para la Liga de Campeones, para la Copa Confederación y el campeón de Libia. Al final de los partidos de grupo, los últimos de cada grupo descendieron, los penúltimos compitieron en un desempate.

## Equipos
| Club                | Ciudad   | Estadio            | Capacidad |
| ------------------- | -------- | ------------------ | --------- |
| Abu Salem           | Trípoli  | Estadio Trípoli    | 80 000    |
| Al-Ahly Bengasi     | Bengasi  | Estadio Benina     | 10 550    |
| Al-Ahli Trípoli     | Trípoli  | Estadio Trípoli    | 80 000    |
| Al-Akhdar           | Al Baida | Estadio Al-Bayda   | 7000      |
| Al-Khmes            | Trípoli  | Estadio Trípoli    | 80 000    |
| Al-Hilal            | Bengasi  | Estadio Benina     | 10 550    |
| Al-Ittihad          | Trípoli  | Estadio Trípoli    | 80 000    |
| Al-Ittihad Misurata | Misurata | Estadio Misurata   | 10 000    |
| Asaria              | Trípoli  | Estadio Trípoli    | 80 000    |
| Al-Madina           | Trípoli  | Estadio Trípoli    | 80 000    |
| Al-Mahalla          | Trípoli  | Estadio Trípoli    | 80 000    |
| Al-Nasr             | Bengasi  | Estadio Benina     | 10 550    |
| Al-Sadaqa           | Shahhat  | Estadio Shahhat    | 10 000    |
| Al Ta'awon          | Ajdabiya | Estadio Benina     | 10 550    |
| Al-Tahaddy          | Bengasi  | Estadio Benina     | 10 550    |
| Al-Suqoor           | Tobruk   | Estadio 2 de Marzo | 8000      |
| Asswehly            | Misurata | Estadio Misurata   | 10 000    |
| Darnes              | Derna    | Estadio Derna      | 7000      |
| Olympic Azzaweya    | Zauía    | Estadio Zaawia     | 14 000    |
| Shabaab al Jabal    | Shahhat  | Estadio Shahhat    | 10 000    |

## Temporada regular

### Grupo 1

#### Tabla de posiciones
| Pos. | Equipo               | Pts. | PJ | G | E  | P  | GF | GC | Dif. | Clasificación               |
| ---- | -------------------- | ---- | -- | - | -- | -- | -- | -- | ---- | --------------------------- |
| 1    | Al-Ahly Bengasi      | 33   | 18 | 8 | 9  | 1  | 26 | 16 | +10  | Grupo Campeonato            |
| 2    | Al-Nasr              | 30   | 18 | 7 | 9  | 2  | 20 | 15 | +5   | Grupo Campeonato            |
| 3    | Al-Hilal             | 29   | 18 | 8 | 5  | 5  | 23 | 16 | +7   | Grupo Campeonato            |
| 4    | Al-Akhdar            | 26   | 18 | 7 | 5  | 6  | 23 | 19 | +4   |                             |
| 5    | Darnes               | 24   | 18 | 7 | 6  | 5  | 20 | 17 | +3   |                             |
| 6    | Al Ta'awon           | 24   | 18 | 5 | 9  | 4  | 21 | 21 | 0    |                             |
| 7    | Al-Sadaqa            | 23   | 18 | 4 | 11 | 3  | 16 | 18 | −2   |                             |
| 8    | Al-Suqoor            | 20   | 18 | 4 | 8  | 6  | 17 | 22 | −5   |                             |
| 9    | Al-Tahaddy (X)       | 14   | 18 | 2 | 8  | 8  | 12 | 20 | −8   | Play-off por la permanencia |
| 10   | Shabaab al Jabal (D) | 4    | 18 | 1 | 4  | 13 | 10 | 24 | −14  | Descenso de categoría       |

 Fuente: Soccerway
Criterios de clasificación: Puntos · Diferencia de goles · Goles a favor · Play-off
Notas:
1. ↑  Darnes fue sancionado con la reducción de 3 puntos.
2. ↑  Shabaab al Jabal fue sancionado con la reducción de 3 puntos.

#### Resultados
| Local \ Visitante | AHB | AKH | DAR | HIL | NAS | SAD | SHA | SUQ | TAH | TAW |
| ----------------- | --- | --- | --- | --- | --- | --- | --- | --- | --- | --- |
| Al-Ahly Bengasi   | —   | 0–0 | 2–1 | 3–1 | 0–0 | 1–0 | 1–0 | 4–3 | 5–2 | 1–1 |
| Al-Akhdar         | 1–1 | —   | 2–1 | 1–0 | 0–1 | 2–2 | 2–0 | 0–1 | 2–1 | 4–0 |
| Darnes            | 2–2 | 2–1 | —   | 1–0 | 1–1 | 3–0 | 1–0 | 1–0 | 0–0 | 0–0 |
| Al-Hilal          | 0–1 | 3–1 | 2–0 | —   | 1–1 | 2–0 | 1–1 | 1–0 | 2–1 | 1–1 |
| Al-Nasr           | 0–0 | 2–1 | 2–1 | 0–0 | —   | 1–1 | 0–0 | 3–1 | 2–1 | 1–1 |
| Al-Sadaqa         | 0–0 | 2–1 | 1–1 | 2–1 | 3–3 | —   | 1–1 | 0–0 | 1–1 | 1–0 |
| Shabaab al Jabal  | 1–2 | 0–1 | 1–2 | 1–2 | 1–2 | 0–1 | —   | 0–1 | 0–0 | 1–2 |
| Al-Suqoor         | 3–3 | 1–1 | 2–2 | 0–0 | 1–0 | 1–1 | 0–1 | —   | 1–0 | 1–1 |
| Al-Tahaddy        | 0–0 | 0–1 | 1–0 | 0–2 | 0–1 | 0–0 | 2–0 | 1–1 | —   | 2–2 |
| Al Ta'awon        | 1–0 | 2–2 | 0–1 | 2–4 | 2–0 | 0–0 | 3–2 | 3–0 | 0–0 | —   |

### Grupo 2

#### Tabla de posiciones
| Pos. | Equipo                  | Pts. | PJ | G  | E  | P | GF | GC | Dif. | Clasificación               |
| ---- | ----------------------- | ---- | -- | -- | -- | - | -- | -- | ---- | --------------------------- |
| 1    | Al-Ittihad              | 35   | 18 | 11 | 5  | 2 | 18 | 6  | +12  | Grupo Campeonato            |
| 2    | Al-Ahli Trípoli         | 32   | 18 | 8  | 8  | 2 | 24 | 11 | +13  | Grupo Campeonato            |
| 3    | Abu Salem               | 32   | 18 | 8  | 8  | 2 | 16 | 8  | +8   | Grupo Campeonato            |
| 4    | Olympic Azzaweya        | 25   | 18 | 6  | 7  | 5 | 23 | 17 | +6   |                             |
| 5    | Asswehly                | 24   | 18 | 6  | 6  | 6 | 19 | 19 | 0    |                             |
| 6    | Asaria                  | 16   | 18 | 2  | 10 | 6 | 16 | 27 | −11  |                             |
| 7    | Al-Khmes                | 15   | 18 | 4  | 6  | 8 | 11 | 18 | −7   |                             |
| 8    | Al-Madina               | 13   | 18 | 3  | 10 | 5 | 15 | 19 | −4   |                             |
| 9    | Al-Ittihad Misurata (X) | 12   | 18 | 2  | 9  | 7 | 12 | 16 | −4   | Play-off por la permanencia |
| 10   | Al-Mahalla (D)          | 6    | 18 | 1  | 9  | 8 | 11 | 24 | −13  | Descenso de categoría       |

 Fuente: Soccerway
Criterios de clasificación: Puntos · Diferencia de goles · Goles a favor · Play-off
Notas:
1. ↑  Al-Ittihad fue sancionado con la reducción de 3 puntos.
2. ↑  Al-Khmes fue sancionado con la reducción de 3 puntos.
3. ↑  Al-Madina fue sancionado con la reducción de 6 puntos.
4. ↑  Al-Ittihad Misurata fue sancionado con la reducción de 3 puntos.
5. ↑  Al-Mahalla fue sancionado con la reducción de 6 puntos.

#### Resultados
| Local \ Visitante   | ABU | AHT | ASA | ASW | ITI | KHM | MAD | MAH | MIS | OLY |
| ------------------- | --- | --- | --- | --- | --- | --- | --- | --- | --- | --- |
| Abu Salem           | —   | 1–0 | 1–0 | 1–0 | 1–0 | 2–0 | 0–0 | 0–0 | 2–0 | 1–1 |
| Al-Ahli Trípoli     | 0–0 | —   | 1–0 | 4–1 | 0–0 | 1–0 | 6–3 | 3–1 | 4–0 | 0–0 |
| Asaria              | 0–0 | 1–1 | —   | 2–2 | 0–1 | 2–1 | 0–0 | 1–1 | 1–1 | 0–2 |
| Asswehly            | 2–0 | 2–0 | 3–3 | —   | 0–1 | 1–0 | 1–1 | 1–1 | 1–0 | 2–0 |
| Al-Ittihad          | 2–1 | 0–0 | 4–0 | 2–0 | —   | 1–0 | 1–0 | 0–0 | 0–0 | 0–2 |
| Al-Khmes            | 0–2 | 0–0 | 1–1 | 0–2 | 1–2 | —   | 0–0 | 1–1 | 0–0 | 2–1 |
| Al-Madina           | 0–0 | 1–1 | 0–2 | 0–0 | 1–2 | 0–0 | —   | 3–3 | 1–0 | 3–1 |
| Al-Mahalla          | 1–1 | 0–1 | 1–1 | 1–0 | 0–1 | 0–1 | 0–2 | —   | 0–0 | 0–3 |
| Al-Ittihad Misurata | 1–2 | 0–1 | 6–1 | 0–0 | 0–0 | 1–2 | 0–0 | 2–0 | —   | 0–0 |
| Olympic Azzaweya    | 1–1 | 1–1 | 1–1 | 3–1 | 0–1 | 1–2 | 2–0 | 3–1 | 1–1 | —   |

## Grupo Campeonato

### Tabla de posiciones
| Pos. | Equipo              | Pts. | PJ | G | E | P | GF | GC | Dif. | Clasificación      |
| ---- | ------------------- | ---- | -- | - | - | - | -- | -- | ---- | ------------------ |
| 1    | Al-Ahli Trípoli (C) | 13   | 5  | 4 | 1 | 0 | 10 | 2  | +8   | Liga de Campeones  |
| 2    | Al-Ahly Bengasi     | 9    | 5  | 3 | 0 | 2 | 6  | 7  | −1   | Liga de Campeones  |
| 3    | Al-Hilal            | 6    | 5  | 1 | 3 | 1 | 3  | 3  | 0    | Copa Confederación |
| 4    | Abu Salem           | 5    | 5  | 1 | 2 | 2 | 5  | 7  | −2   | Copa Confederación |
| 5    | Al-Nasr             | 4    | 5  | 1 | 1 | 3 | 4  | 6  | −2   |                    |
| 6    | Al-Ittihad          | 3    | 5  | 0 | 3 | 2 | 4  | 7  | −3   |                    |

 Fuente: Soccerway
Criterios de clasificación: Puntos · Diferencia de goles · Goles a favor · Play-off

#### Resultados
| Local \ Visitante | ABU | AHT | AHB | HIL | ITI | NAS |
| ----------------- | --- | --- | --- | --- | --- | --- |
| Abu Salem         | —   | 1–3 | —   | —   | 2–2 | 0–2 |
| Al-Ahli Trípoli   | —   | —   | 2–0 | 0–0 | —   | 3–1 |
| Al-Ahly Bengasi   | 0–2 | —   | —   | 2–1 | —   | —   |
| Al-Hilal          | 0–0 | —   | —   | —   | 1–1 | —   |
| Al-Ittihad        | —   | 0–2 | 1–2 | —   | —   | —   |
| Al-Nasr           | —   | —   | 1–2 | 0–1 | 0–0 | —   |